# 모쇼우체

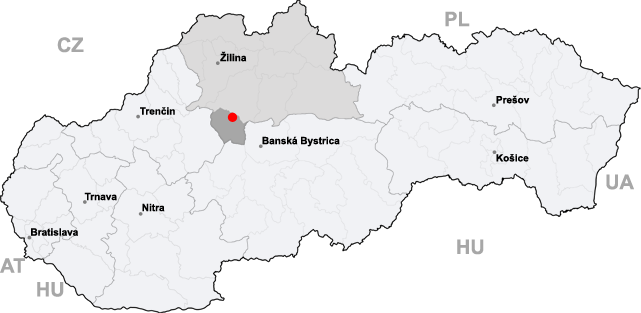
모쇼우체의 위치

모쇼우체(슬로바키아어: Mošovce)는 슬로바키아에 있는 마을이다.

## 역사
이 마을의 오래된 역사는 770여 년 동안 보존된 건물에서 알 수 있으며 앤드류 2세의 지원으로 건설되었다. 초기의 모쇼우체는 두 구역으로 나뉘어 있었다. 하나는 마히우흐(Machyuch)이고, 오늘날 스타리라트(Starý Rad) 지역에 있다. 또 하나는 테라 모이시(Terra Mojš)로 모이시의 땅이라는 의미가 있다. 모이시의 이름은 모이테흐(Mojtech)의 약어로 현재 보이테흐(Vojtech), 모이미르(Mojmír와) 유사하다. 이곳의 이름은 Mossovych, Mosocz, Mossowecz, villa regia Mayos alio nomine Mossovych, oppidioum Mayus sue Mosocz, Mosocz olim Mayus에서 현재의 모쇼우체로 바뀌었다.
모쇼우체는 왕실 거주지로 발전하였다. 14세기 중반부터 블라트니츠카 성(Blatnica)으로 바뀌었다.  1527년부터 400여 년간 레바이(Révay) 가문이 통치를 하였다. 과거 모소브체는 투리에츠(Turiec) 지역에서 중요한 수공예 중심지였다. 이 지역에 15개의 길드가 있었다. 구두 직공 길드와 유명한 모피 길드는 오랫동안 있었다. 오늘날 이 지역은 유명한 관광지이다.

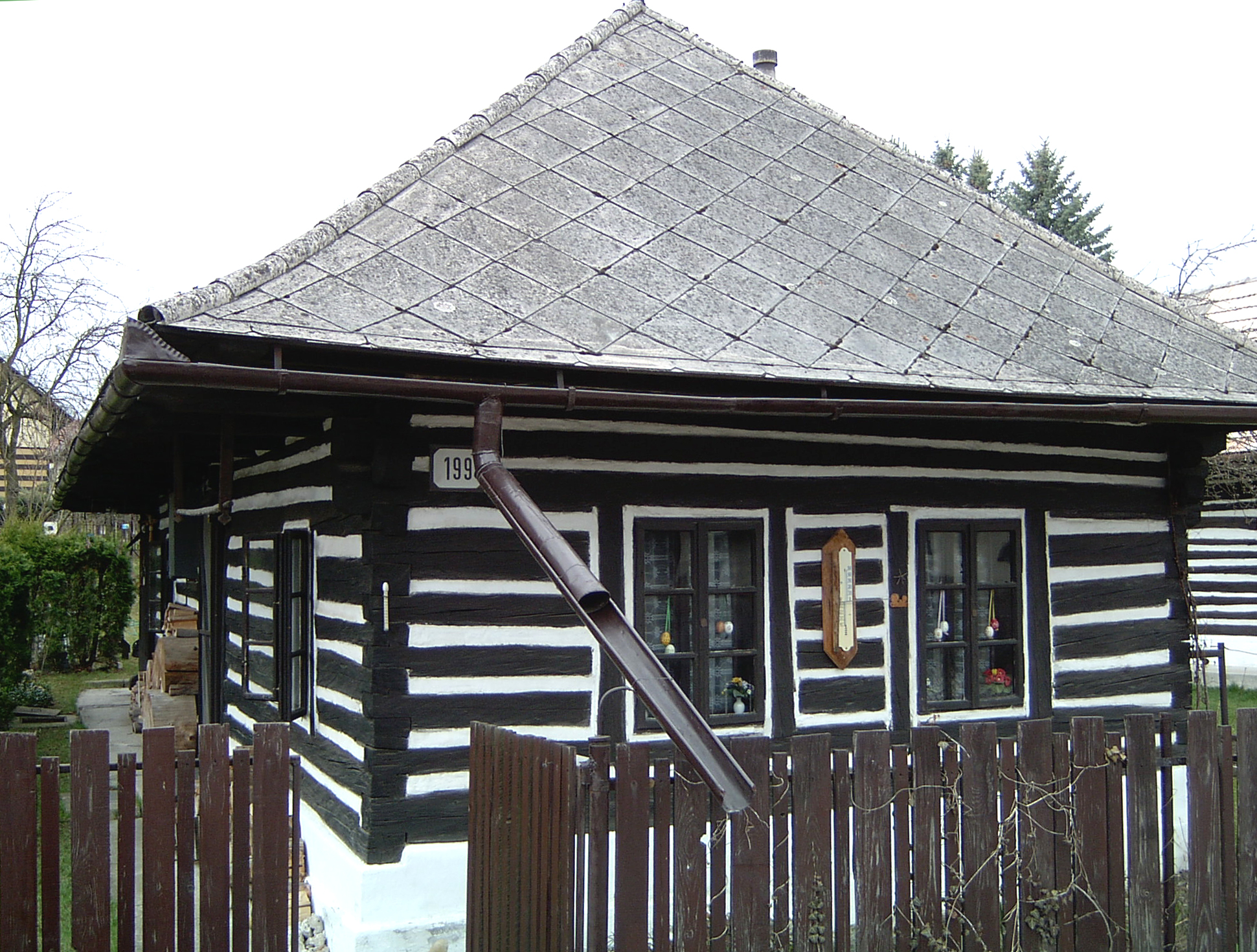
모쇼우체의 옛 집

## 관광지
가장 중요한 기념물은 로코코-클래식양식으로 된 18세기 후반부터 지어진 대영주의 집이다. 도시의 다른 관광지는 얀 콜라르(Ján Kollár)의 출생지, 신고딕양식 가톨릭교회, 그리고1784년에 지어진 루터파 교회이다. 그리고 수공예품 박물관과 1800년대에 지어진 아르누보 양식 온실이 있다.

## 자연
모쇼우체의 자연 환경은 매우 아름답다. 슬로바키아에서 유명한 타트라 산맥에서 이어져 나오는 역사적인 가로수와 작은 숲은 심미적이고 인상적인 풍경을 이룬다. 그리고 석회암, 돌로미테 지형의 환상적인 모습과 블라트니츠카(Blatnická) 계곡, 가데르스카(Gaderská) 계곡 근처지역의 아름다운 경치는 세계적으로 인기가 있다.

## 문화와 전통
모쇼우체에서 많은 유명인이 탄생하였다.
- 프리초 카펜다(Frico Kafenda, 1883년-1963년), 작곡가
- 안나 라츠코바조라(Anna Lacková-Zora, 1899년-1988년), 문학 작가
- 슈테판 크르치메리(Štefan Krčméry, 1892년-1955년), 문학 비평가, 역사가, 시인
- 유르 테사크 모쇼우스키(Júr Tesák Mošovský), 바로크 극작가
- 미로슬라우 슈미트(Miloslav Schmidt), 슬로바키아에서 아마추어 소방대 창설

가장 중요한 사람은 얀 콜라르(Ján Kollár, 1793년-1852년)이다. 그는 슬라브 시인, 철학자, 루터교 목회자였다. 그의 작품 《슬라바의 딸》(Slávy Dcera)은 적어도 체코와 슬로바키아의 문학 작품에 영향을 주었다. 그의 작품은 애국지사들과 민족주의자들에게 영감을 주기도 했다. 다양한 슬라브어파 언어 혹은 기타 여러 언어로 번역이 되었다.

## 사진

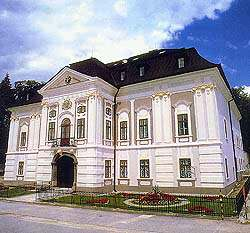
모쇼우체 궁전
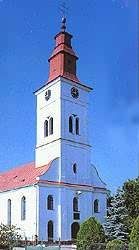
신교도 교회
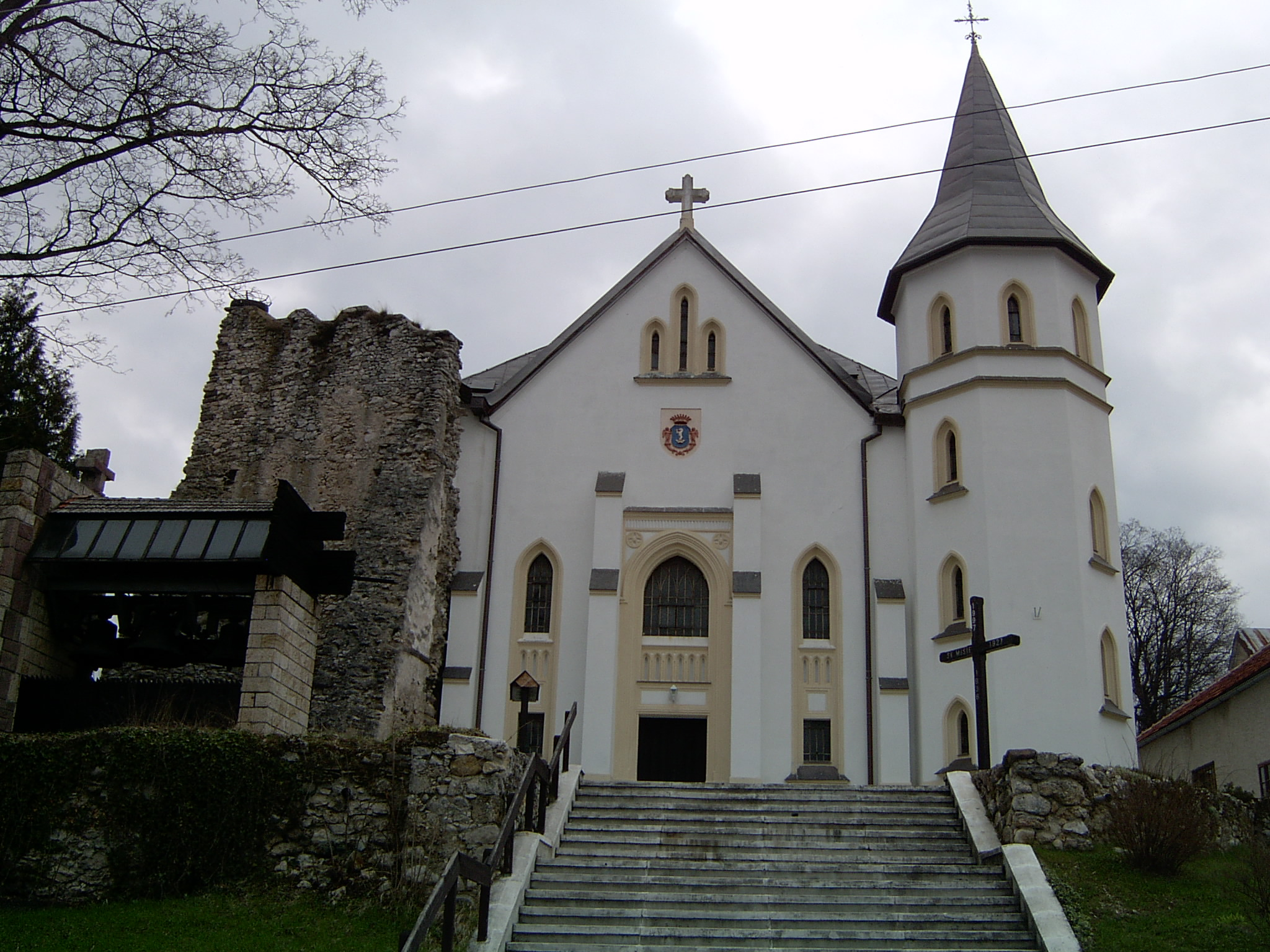
성당
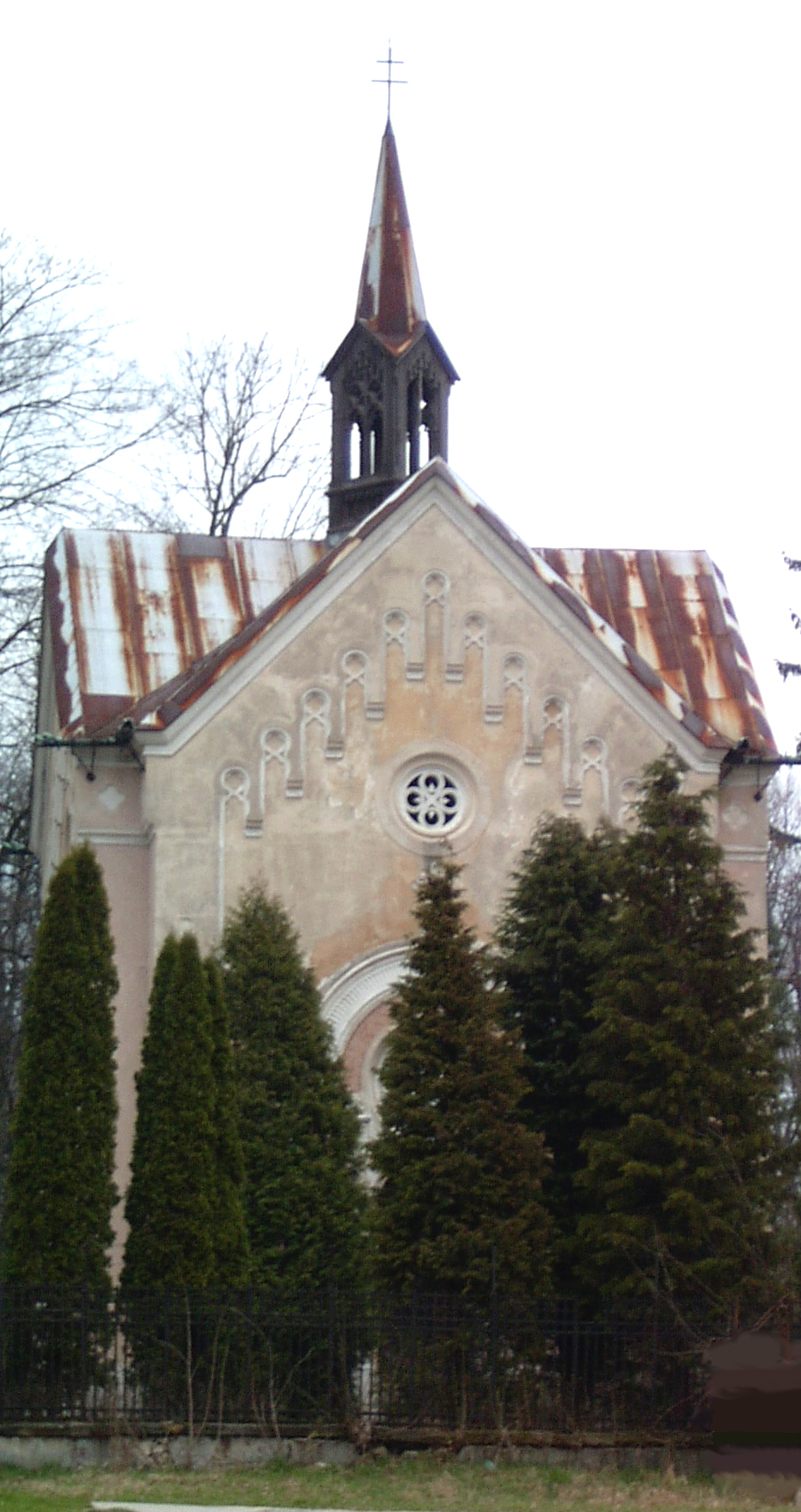
현재 박물관으로 쓰이는 신고딕 양식 교회
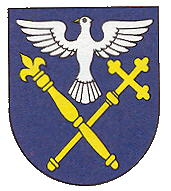
방패
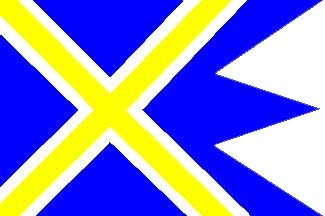
기
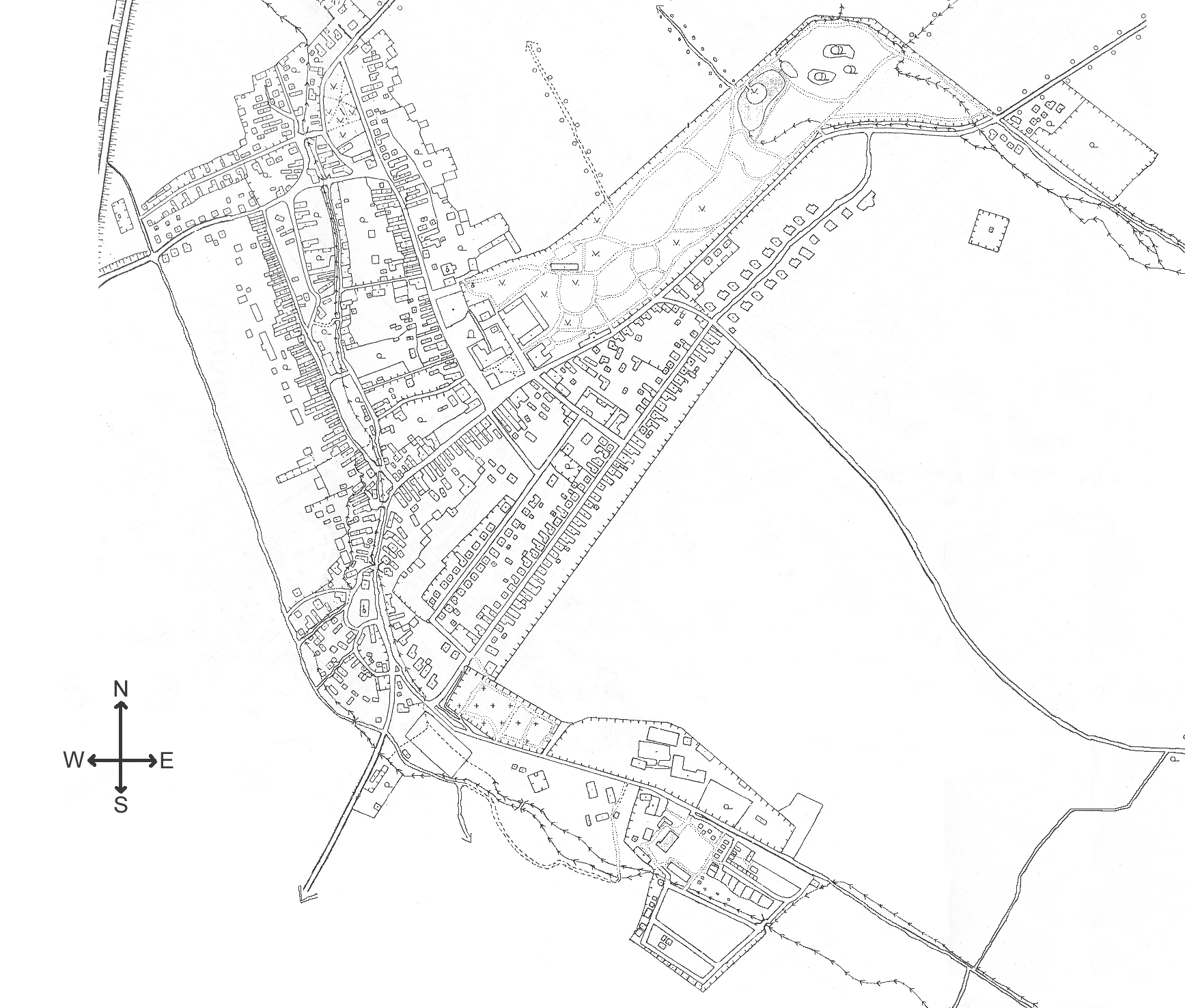
모쇼우체